# Zbytków
Zbytków (cz. Zbytky, niem. Zbitkau) – wieś sołecka w Polsce, położona w województwie śląskim, w powiecie cieszyńskim, w gminie Strumień, o powierzchni 4,94 km², 1496 mieszkańców (2021), [2]gęstość zaludnienia 302.8 os./km². Wieś leży w historycznych granicach regionu Śląska Cieszyńskiego, geograficznie zaś leży w regionie Dolina Górnej Wisły, będącej częścią Kotliny Oświęcimskiej.

## Integralne części wsi
| SIMC    | Nazwa   | Rodzaj    |
| ------- | ------- | --------- |
| 0068305 | Borki   | część wsi |
| 0640053 | Chałupy | część wsi |

## Historia

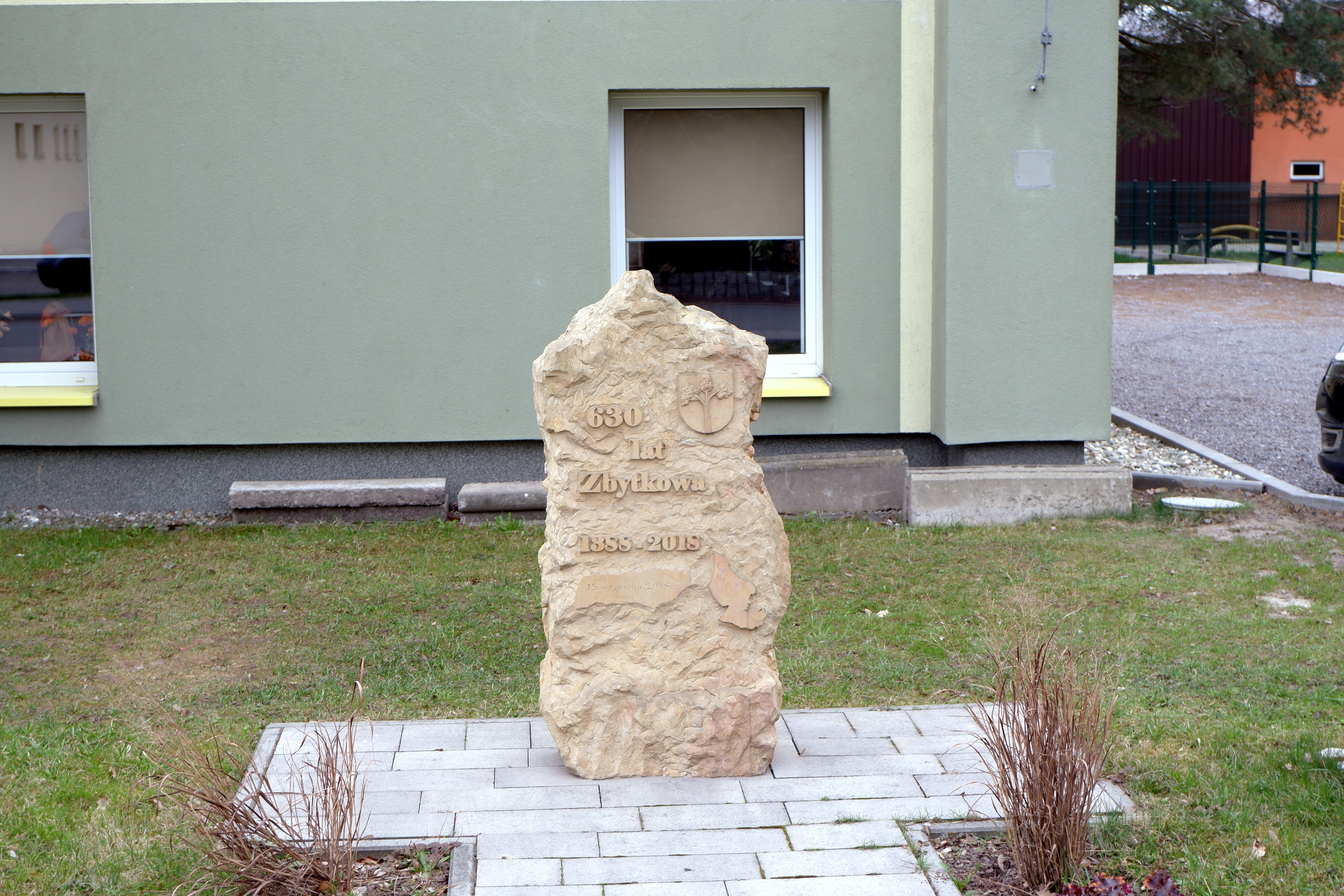
Pomnik 630 lat Zbytkowa 1388–2018

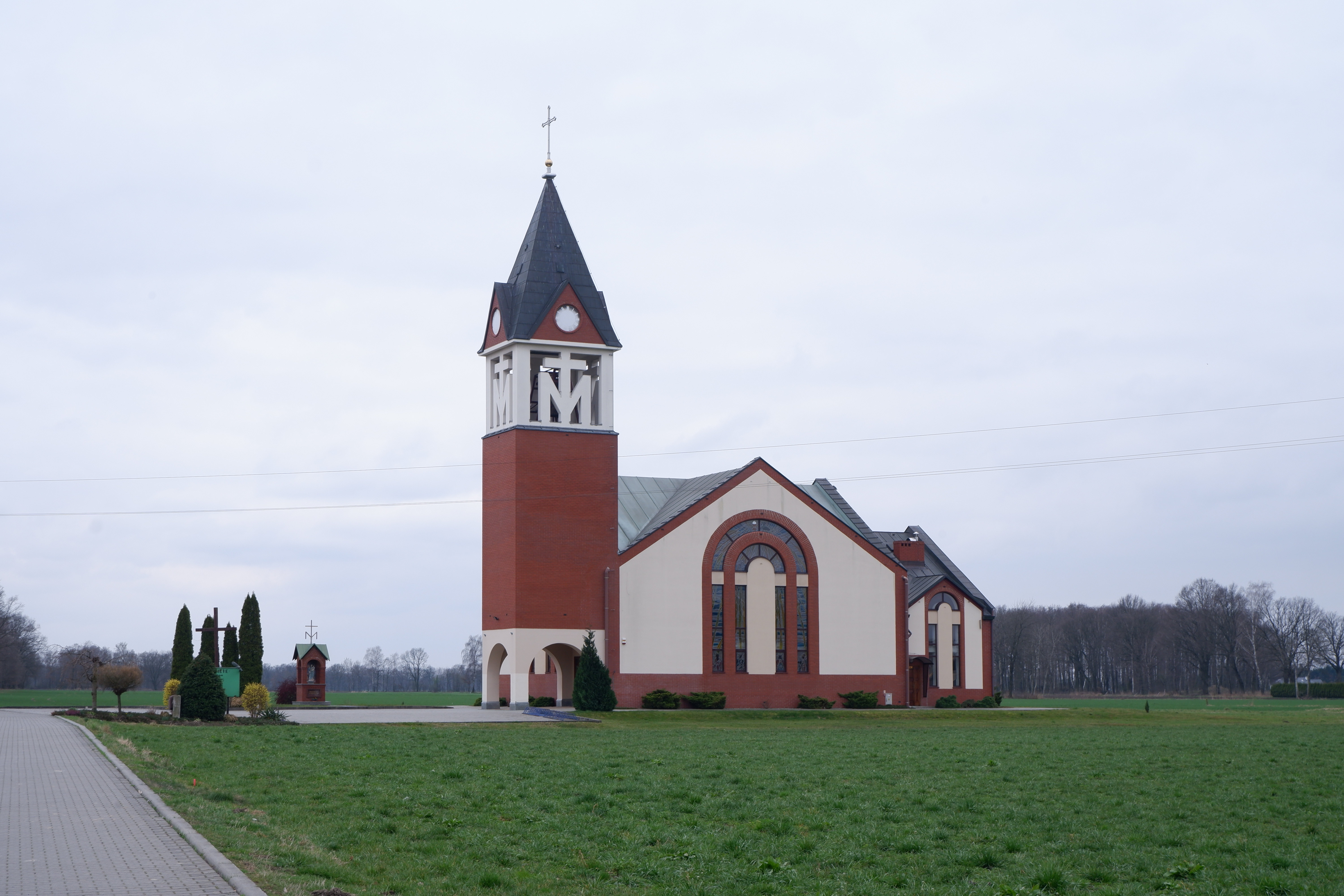
Kościół Matki Bożej Szkaplerznej z 2011 roku

Pierwsza wzmianka pochodzi z 1388, zanim jeszcze w 1407 wzmiankowano pobliski Strumień. Początkowo wieś szlachecka na obszarze księstwa raciborskiego, jednak pod koniec XV wieku Strumień i okolice znalazły się w rękach Kazimierza II cieszyńskiego, a w połowie XVI wieku miasto wykupiło Zbytków. W latach 1573/1577-1594 wieś Zbytków znajdował się w granicach wydzielonego z Księstwa Cieszyńskiego skoczowsko-strumieńskiego państwa stanowego.
Według austriackiego spisu ludności z 1900 w 50 budynkach w Zbytkowie na obszarze 493 hektarów mieszkało 336 osób, co dawało gęstość zaludnienia równą 68,2 os./km². z tego 295 (87,8%) mieszkańców było katolikami, 29 (8,6%) ewangelikami a 12 (3,6%) wyznawcami judaizmu, 293 (87,2%) było polsko- a 13 (3,9%) niemieckojęzycznymi. Do 1910 roku liczba mieszkańców wzrosła do 368, z czego 325 (88,3%) było katolikami, 33 (9%) ewangelikami, 10 (2,7%) żydami, 291 (92,1%) polsko- a 25 (7,9%) niemieckojęzycznymi.
W wyborach na XI kadencję austriackiej Rady Państwa w 1907 jak i w 1911 dwukrotnie wygrał Józef Londzin ze Związku Śląskich Katolików z wyraźną przewagą nad swoimi konkurentami (46 z 51 głosów w 1907 i 54 z 56 głosów w 1911).
Po zakończeniu I wojny światowej tereny, na których leży miejscowość - Śląsk Cieszyński stał się punktem sporu pomiędzy Polską i Czechosłowacją. W 1918 roku na bazie Straży Obywatelskiej miejscowi Polacy utworzyli lokalny oddział Milicji Polskiej Śląska Cieszyńskiego, który podlegał organizacyjnie 13 kompanii w Strumieniu.
W latach 1975–1998 miejscowość położona była w województwie bielskim.
W 2011 do użytku oddano nowy kościół rzymskokatolicki, filialny parafii strumieńskiej, pw. Matki Bożej Szkaplerznej, poświęcony w 2015.

## Sołtysi
- Jerzy Szwarc od 1864 do co najmniej 1867 i 1882-1895[14]
- Franciszek Bierski 1901-1904[15]
- Franciszek Szwarc 1904-1911[16]

## Komunikacja
Przez Zbytków (DK 81) przejeżdżają przelotowe autobusy dalekobieżne, skąd możemy dojechać do Częstochowy, Katowic, Raciborza, Wisły oraz lokalne do Cieszyna, Chybia i Zarzecza. W centrum Zbytkowa przy sklepie ABC (pętla na ul. Wyzwolenia) zlokalizowany jest przystanek, z którego odjeżdżają autobusy MZK Jastrzębie na linii L-5 w kierunku Strumienia i Pawłowic.

## Zabytki

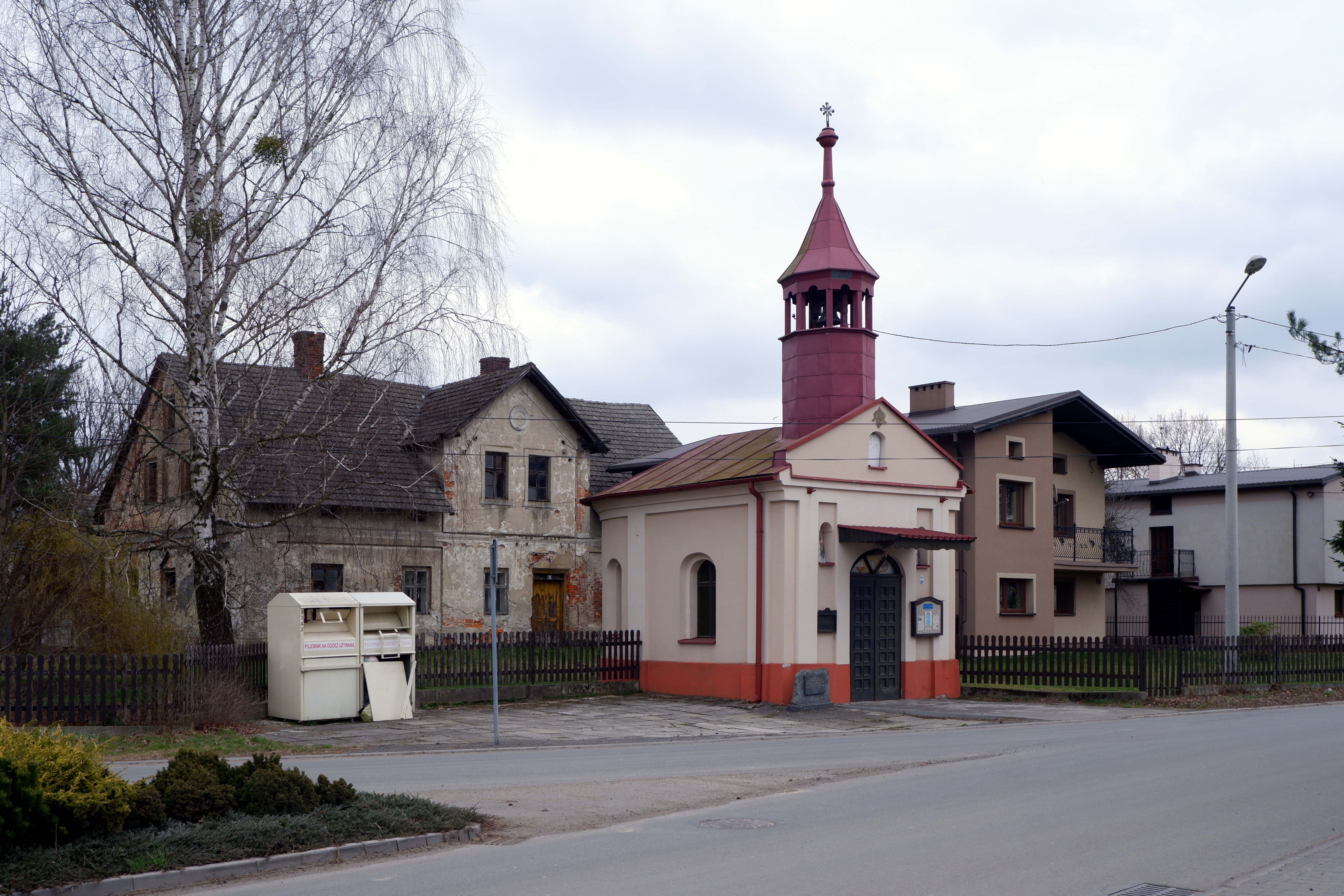
Kaplica Matki Bożej Szkaplerznej

Według Narodowego Instytutu Dziedzictwa, w miejscowości znajdują się następujące obiekty zabytkowe:
- kaplica pw. Matki Boskiej Szkaplerznej z 1870
- stajnia (dawny folwark – nr 1), XIX w.